# Макаров, Владимир Владимирович
Влади́мир Влади́мирович Мака́ров (5 ноября 1955, Верхний Згид Алагирского района, СОАССР) — советский, российский учёный в области геомеханики и строительной геотехнологии, доктор технических наук, профессор, член комиссии по образованию Международного общества механики горных пород (ISRM) (2005—н. в.), почётный профессор Пекинского научно-технического университета (2015), действительный член РАЕН (2015). Изобретатель спортивных игр, Президент Федерации рашбола.

## Биография
Родился в 1955 году в с. Верхний Згид Алагирского района Северо-Осетинской АССР в семье горных инженеров. В 1967 году вместе с родителями переехал в г. Свободный Амурской области. В 1973 году окончил свободненскую среднюю школу № 1 и в этом же году поступил на горный факультет ДВПИ им. Куйбышева во Владивостоке.
В 1978 году окончил ДВПИ по специальности «Разработка месторождений полезных ископаемых» и работал младшим научным сотрудником на профильной кафедре (1978—1982). В этот период провёл комплекс экспериментальных исследований на руднике им. Матросова (Магаданская область), послуживших началом разработки проблемы сильно сжатых горных пород и массивов.
В 1982 году поступил в целевую очную аспирантуру ТулПИ, которую окончил в 1985 году под руководством профессора Н. С. Булычева с защитой диссертации кандидата технических наук по теме «Разработка методики расчета обделок коллекторных тоннелей неглубокого заложения с учётом контактного взаимодействия с массивом пород». Работа явилась пионерской в области расчета обделок коллекторных тоннелей и послужила отправной точкой разработки нового направления в «Механике подземных сооружений».
С 1986 по 1995 годы работал в ДВПИ старшим преподавателем и доцентом (1993), проводя экспериментальные исследования в области зональной дезинтеграции горных пород вокруг подземных выработок. В этот же период экспериментально установил эффекты зонального деформирования и разрушения горных пород и массивов в условиях сильного сжатия.
В 1990 году избран депутатом городского Совета г. Владивосток и председателем комиссии по экологии и рациональному природопользованию (1990—1993). Член Президиума городского Совета г. Владивостока (1990—1991).
В 1995 году поступил в целевую очную докторантуру ТулГУ, которую окончил в 1998 году при научном консультировании профессора Н. С. Булычева с защитой диссертации доктора технических наук по теме «Аномальные явления деформирования и разрушения горных пород вокруг подземных выработок». В диссертации впервые разработал математическую модель и механизм зонального деформирования и разрушения (зональной дезинтеграции) горных пород вокруг подземных выработок.
В 2001 году получил ученое звание профессора ДВГТУ, и в этом же году открыл учебную специальность «Шахтное и подземное строительство», новую для дальневосточных вузов.
В 2002 году создал кафедру «Строительство подземных сооружений» в ДВГТУ и был заведующим этой кафедры до 2012 года, вплоть до присоединения ДВГТУ к ДВФУ.
В 2004 году по гранту Правительства Индии был в полугодичной языковой стажировке в Нарульском технологическом институте (г. Калькутта), где провел первый в истории матч по русскому футболу (рашболу).
В 2005 году избран членом комиссии по образованию Международного общества механики горных пород.
В 2006 году инициировал создание Федерации Рашбола (русского футбола) Приморского края. Является Президентом этой Федерации.
В 2017 году создал в ДВФУ совместно с академиком М. А. Гузевым лабораторию «Геомеханики сильно сжатых горных пород и массивов» и стал её заведующим.

## Научная деятельность и труды
Автор более 190 научных работ, среди которых 5 монографий, 3 учебных пособия, 4 авторских свидетельства и патента.
Основные научные достижения относятся к области геомеханики и механики подземных сооружений. Разработал первую методику расчета обделок подземных сооружений неглубокого заложения, учитывающую контактное взаимодействие с массивом и близость земной поверхности. Обосновал применимость упругой модели взаимодействия обделки и массива (линейной задачи) в грунтах.
Установил механизмы и разработал математические модели явлений, ранее считавшимися в геомеханике аномальными. В частности, успешно применил неевклидову модель механики сплошной среды с дефектами для описания закономерностей зонального деформирования и разрушения сильно сжатого массива горных пород вокруг подземных выработок. Установил явление реверсивного деформирования образцов горных пород в условиях сильного сжатия и разработал механизм этого явления.
Является одним из авторов концепции сильного сжатия горных пород и массивов и одним из авторов первой монографии в этой области геомеханики. Организовал и провел исторически первую (2019) международную конференцию «Проблемы геомеханики сильно сжатых горных пород и массивов».

## Педагогическая деятельность и труды
Особенности педагогической деятельности В. В. Макарова были предопределены его институтским наставником профессором Ю. Е. Шишмаревым (1948—1998), математиком-логиком, выпускником НГУ, который создавал из талантливой студенческой молодежи поисковые группы, ориентированные на решение творческих задач.
Открытие в 2001 году новых специальностей и заведование в 2002—2012 годах кафедрой «Строительство подземных сооружений» (впоследствии переименованной в кафедру Комплексного освоения георесурсов) сопровождалось созданием студенческого конструкторского бюро СКБ «Георесурс». Проекты СКБ рассматривались в качестве вариантов при проектировании ВКАД.
За 10 лет работы кафедры выпустил более 100 инженеров-шахтостроителей.
Является руководителем 5 кандидатских и 1 докторской диссертации.

## Спортивная деятельность и труды
В 1990 году познакомился с выдающимся советским и российским спортивным журналистом А. Р. Галинским и при его содействии написал книгу на спортивную тему «Футбол без грима» (1994). После смерти Галинского в 1996 году написал и издал книгу «Три тайма с Аркадием Галинским» (2003).
Изобретатель новой спортивной игры «Русский футбол» (рашбол) и разработчиком её первых Правил (2007). Создал первую Федерацию рашбола и является с 2006 года её президентом. Провел чемпионаты по рашболу Владивостока, Приморского края, соревнования на Кубки Владивостока, Приморья и Дальнего Востока.
Один из инициаторов создания Ассоциации рашбола Санкт-Петербурга.
Автор трех книг по истории футбола и рашбола, брошюры «Что такое рашбол?», а также первой и второй (в соавторстве) редакции Правил рашбола.

## Общественная работа
Депутат городского Совета г. Владивосток по 132 избирательному округу (1990—1993). На первом заседании Совета избран председателем комиссии по экологии и работал в этой должности до момента роспуска Советов в 1993 году. Член Президиума Совета (1990—1991).
В 2004—2010 годах — заместитель председателя диссертационного совета по направлению наук о Земле ДВГТУ.

## Награды, признание
- Юбилейный Нагрудный знак Международного Союза научных и инженерных общественных объединений в честь 145-летия со дня рождения В. Г. Шухова за большой вклад в развитие науки и образования — 1999.
- Нагрудный знак «Шахтёрская слава» 3 степени (1999) и 2 степени (2000) за заслуги в развитии угольной промышленности[1].
- «Почетная грамота» Министерства образования РФ за многолетнюю плодотворную работу — 2014.
- Благодарность Думы г. Владивосток за развитие местного самоуправления и активное участие в жизни экспертного сообщества города Владивосток — 2015[13].
- Почетный профессор Пекинского научно-технического университета — 2015[14].
- Член комиссии по образованию Международного общества механики горных пород (2005 — н. в.)[15].
- Действительный член РАЕН — 2015.
- Почётная грамота Губернатора Приморского края — за многолетнюю добросовестную работу, личный вклад в подготовку квалифицированных кадров — 2018[16].
- Действительный член Международного общества механики горных пород (ISRM) — 2018.
- Действительный член Европейского союза наук о Земле (EGU) — 2022.

## Семья
Дед — Макаров Даниил Иванович (1902—1996), участник Гражданской и Отечественной войн, инвалид Отечественной войны. Бабушка — Макарова Екатерина Ивановна (5.11.1900 — 28.06.1992).
Отец Макаров Владимир Данилович (1929—2003) и мать Инна Ефимовна Макарова (1927—2004) — горные инженеры, выпускники Ленинградского горного института (1951—1952).
Супруга — Макарова Наталья Валентиновна, канд. техн. наук.
Сын — Макаров Сергей Владимирович (1988 г.р.), доктор физ.-мат. наук.
Внучка — Макарова Каисса Сергеевна (2016 г.р.).

### Геомеханика
- Гузев М. А., Макаров В. В. Деформирование и разрушение сильно сжатых горных пород вокруг выработок. — Владивосток: Дальнаука, 2007. — 231 с. — ISBN 978-5-8044-0795-8
- Макаров В. В., Куксенко В. С., Рассказов И. Ю., Дамаскинская Е. Е. Прогнозирование геодинамических явлений в сильно сжатых горных породах и массивах. — Владивосток: Изд-во ДВФУ, 2013. — 130 c. — ISBN 978-5-7444-3024-5
- Nonlinear geomechanics and geodynamics in deep level mining./Proceedings of 4-th Russian-Chinese Scientific Forum, July, 27-31th, 2014, Vladivostok, Russia// ed. V.V. Makarov, School of Engineering FEFU. — Vladivostok, Far Eastern Federal University, 2014. — 84 p. — ISSN 2409-8604
- Нелинейные геомеханико-геодинамические процессы при отработке месторождений полезных ископаемых на больших глубинах: материалы 4-й Российско-Китайской научной конференции, 27-31 июля 2014 г., Владивосток/ отв. ред. Макаров В. В.//Инженерная школа ДВФУ. — Владивосток: Дальневост. федерал. ун-т, 2014., 86 с. — ISBN 978-5-7444-3322-2
- В. С. Куксенко, М. А. Гузев, В. В. Макаров, И. Ю. Рассказов Концепция сильного сжатия горных пород и массивов/ Вестник Дальневосточного государственного технического университета, 2011, № 3/4, с.14-58
- М. А. Гузев, В. В. Макаров, Л. С. Ксендзенко, А. М. Голосов Геомеханика сильно сжатых горных пород и массивов/ Вестник Инженерной школы ДВФУ. 2014. № 3, с.3-16
- Vladimir V. Makarov, Mikhail A. Guzev, Vladimir N. Odintsev, Lyudmila S. Ksendzenko (2016) Periodical zonal character of damage near the openings in highly-stressed rock mass conditions. Journal of Rock Mechanics and Geotechnical Engineering. Volume 8, Issue 2, pp. 164—169. doi:10.1016/j.jrmge.2015.09.010
- Guzev M. A., Odintsev V. N., V.V. Makarov Principals of geomechanics of highly stressed rock and rock massifs // Tunnelling and Underground Space Technology. — 2018. — Vol. 81. — P. 506—511 doi.org/10.1016/j.tust.2018.08.018
- Modeling in Geotechnical Engineering // Pijush Samui (Editor), Sunita Kumari (Editor), Vladimir Makarov (Editor), Pradeep Kurup (Editor). — Publisher: Academic Press, 1st edition, 2020. — 516 pages. — ISBN 978-0128212059

### Строительная геотехнология
- Н. С. Булычев, В. В. Макаров Расчет обделок подземных сооружений в условиях плотной городской застройки. В книге: Горный информационно-аналитический бюллетень (научно-технический журнал), Вып. № ОВ7, 2013, Материалы 4 Международного семинара «Проблемы освоения подземных пространств крупных мегаполисов», Владивосток, Россия, 10-14 Июня 2013, сс. 61-73
- Летуновский А. М., Макаров В. В., Лозин Г. Б. Решение проблем освоения подземного пространства г. Владивосток // Горный информационно-аналитический бюллетень (научно-технический журнал). — 2013. — Вып. 7 : Освоение подземного пространства мегаполисов. — С. 17-24
- Effective Tunneling Transport System in Vladivostok City / Makarov, V., Anikeev, V., Pushkarev, I., Sadardinov, I., Mirobian, A.// 15th International Scientific Conference 'Underground Urbanization as a Prerequisite for Sustainable Development', ACUUS 2016; St. Petersburg; Russian Federation; 12-15 September 2016, — Procedia Engineering, V.165, 2016, pp. 497—503. — DOI: 10.1016/j.proeng.2016.11.725
- Makarov V.V. Island Megalopolises: tunnel systems as a critical alternative in solving transport problems//Engineering. — 2018. — Vol.4. — Is. 1. — P. 138—142 doi.org/10.1016/j.eng.2018.02.001
- Makarov V.V., Makishin V.N. Megalopolises geotechnics // Problems of Complex Development of Georesources (PCDG 2018) : Proceedings of the VII International scientific conf., Khabarovsk, Russia, 25-27 September, 2018. — Vol. 56. — 6 p. — 2018 doi.org/10.1051/e3sconf/20185601012

### Педагогические труды
- Макаров В. В., ред. Математические методы строительной геотехнологии: учеб. пос. для вузов по направлению «Горное дело». — Владивосток : Изд-во ДВГТУ. — 2003. — 212 с. — ISBN 5-7596-0355-8
- Макаров В. В., Николайчук Н. А., Воронцова Н. А. Деформирование и разрушение горных пород в предельном и запредельном состоянии: учеб. пос. для вузов по направлению «Горное дело». — Владивосток: Изд-во ДВГТУ, — 2003. — 142 с. — ISBN 5-88871-274-4

### Спортивные труды
- Макаров В. В.  Футбол без грима. — Владивосток: Изд-во «Уссури», 1994. — 160 с. — ISBN 5-85832-035-X
- Макаров В. В.  Три тайма с Аркадием Галинским, или Русский футбол. — Владивосток: Изд-во ДВГТУ, 2003. — 352 с. — ISBN 2-85832-035-X.
- Макаров В. В.  Русский футбол. — СПб.: Изд-во МАНЭБ, 2010. — 392 с. — ISBN 5-93048-080-X.
- Правила соревнований по рашболу. — Первая редакция: Владивосток: Изд-во «Дальнаука», 2007. — 45 с. — ISBN 978-5-8044-0763-7; Вторая редакция: Владивосток: Изд-во ДВФУ, 2016. — 76 с. — ISBN 978-5-7444-3757-2.
- Макаров В. В. Что такое рашбол? Первый опыт анализа (краткое изложение). — Владивосток: Изд-во «Дальнаука», 2007. — 40 с.

### Патенты на изобретения
- Макаров В. В. и др.  Способ определения напряженно-деформированного состояния материала/ Патент на изобретение № 2322657. — БИ, 2008, № 11. Опубликовано 20.04.2008
- Макаров В. В., Голосов А. М., Морковин А. В. Способ определения напряженно-деформированного состояния образцов горных пород. — Патент на изобретение № 2020143874. — БИ, 2021, № 27. — Опубликовано 24.09.2021
- Макаров В. В. Игровое поле для игры в мяч/ Патент на изобретение № 2233686. — БИ, 2004, № 22. Опубликовано 10.08.2004